# Социологические опросы в России во время вторжения на Украину
Социологические опросы в России во время вторжения на Украину показывали постепенное снижение поддержки войны со стороны россиян.
Представление об общественном мнении в России по поводу войны можно получить не только с помощью метода опросов, но и с помощью методов качественной социологии, которые направлены на более объёмное понимание отношения людей к войне. Данные проектов «Лаборатория публичной социологии», «Хроники» и Russian Field стали главным источником независимых знаний о мнениях и настроениях россиян. Компания Russian Field при работе с формулировками вопросов выяснила, что до половины респондентов готовы поддержать президента, что бы он ни сделал. Это достаточно типичная ситуация для деполитизированного общества.
Некоторые эксперты по социологии и журналисты высказывали мнение, что цензура, влияющая на формулировку вопросов, может вести к искажению результатов, а уголовная ответственность за выражение своей позиции вызывает страх и нежелание респондентов давать искренние ответы или побуждает отказываться от участия в опросах.

## Методы исследований

### Качественная социология
Исследователи Лаборатории публичной социологии в 2022 году провели 213 глубинных интервью с гражданами в России и на основе этих данных выделили три группы по своему отношению к войне: сторонники войны, противники войны, сомневающиеся. Каждая группа по-своему выстраивает свою линию аргументацию и использует свои объяснительные схемы.
Сторонники войны апеллируют к объяснениям из языка геополитики, они склонны описывать происходящее в терминах «реальной политики» (Realpolitik). Необходимость войны они оправдывают защитой от угрозы со стороны Украины и НАТО, а само положение России расценивают как несправедливо униженное западными странами. Для противников войны большое значение имеет моральная сторона происходящего. По их мнению, войне нет никакого рационального обоснования, и её последствия принесут лишь ущерб. Сомневающиеся утверждают, что им сложно разобраться во всей информации и занять определённую позицию. Сомневающиеся особенно отчётливо озабочены последствием войны для своей личной жизни. Все группы различаются по структуре медиапотребления. Сторонники войны в среднем больше доверяют официальным СМИ и телевидению. Сомневающиеся мало доверяют любым источникам информации и тратят меньше усилий на её поиск. Противники войны ориентируются на социальные сети и зарубежные СМИ.
Показатели поддержки вторжения возрастали в самом его начале (по данным Russian Field, с конца февраля до середины марта 2022 года поддержка выросла с 59 до 69 %), затем практически перестали меняться. Ситуацию несколько изменило начало мобилизации, хотя и лишь на 4 процентных пункта уменьшилось число тех, кто не отменил бы начало вторжения в прошлом. Начало мобилизации более серьёзно повлияло на другие показатели: так, по опросам ФОМ, тревожность населения достигла после начала мобилизации максимума за всю историю наблюдений. Сильно возросли с течением времени ожидаемые сроки окончания военных действий.
Социологи Филипп Чапковский и Макс Шауб провели «списочный эксперимент», в котором эффект от боязни высказывать своё мнение в условиях введённой ответственности частично нивелировался тем, что вопрос о поддержке действий российской армии на Украине задавался в составе списка утверждений. Для этого списка спрашивалось число утверждений, с которыми согласен респондент, и далее проводилось сравнение с контрольной группой, где утверждения о событиях на Украине не было. Такой способ привёл к оценке уровня поддержки военных действий в 53 %, тогда как ответ на прямой опрос давал результат в 68 % поддержки.

## Отношение к войне
С апреля 2022 по февраль 2023 года число тех, кто испытывает чувство гордости по отношению к войне, снизилось на 18 процентных пунктов, до 52 %, а тех, кто испытывает «воодушевление», — на 9 п. п., до 31 %. Доля россиян, которые полагают, что война продлится больше года, с конца марта 2022-го увеличилась в три раза, до 51 %. С мая 2022 доля тех, кто не мог артикулировать цели войны, уменьшилась с 35 до 20 %. Число тех, кто готов воевать, с мая выросло на 16 п. п, теперь об этом заявляет 55 % мужского населения, но только 15 % из них готовы делать это добровольно. На протяжении всего года как минимум каждый десятый россиянин открыто заявлял о неподдержке войны человеку, позвонившему с незнакомого номера, принимая на себя риски возможного административного и уголовного преследования.

### 2022
Была выявлена поляризация мнений в крайних группах. Чем моложе группа, тем меньше в ней доля поддерживающих и больше (в том числе более радикальных) противников вторжения (и наоборот).
По результатам опроса «Левада-Центра» от 24—30 марта, 83 % респондентов поддерживали деятельность Путина на посту президента, что на 12 % больше, чем при февральском опросе (проведённом в дни, предшествовавшие вторжению России на Украину); таким образом, рейтинг одобрения Путина россиянами стал самым высоким с сентября 2017 года. Настроения в отношении России в целом также резко возросли — 69 % респондентов заявили, что считают, что Россия движется в правильном направлении, что на 17 % больше, чем в февральском опросе.
В начале марта научный руководитель «Левада-центра» Лев Гудков озвучил результаты очередного опроса, где 2/3 российских респондентов поддерживали военные действия на территории Украины, а 1/4 — осуждали. В малых городах уровень поддержки составил 70 %. Негативное отношение в Москве — 60 %. « — Люди подготовлены и принимают те версии, которые предлагает им государство: то, что на Украине произошёл фашистский переворот, инспирированный Соединёнными Штатами, что к власти пришли нацисты, и это создаёт условия для геноцида на юге и востоке Украины. У них других источников информации, кроме как телевидение, нет, поэтому (они это) принимают и, несмотря на весь страх перед войной и нежелание этой войны, они считают, что руководство России поступило правильно». Более информированные россияне находятся в состоянии ужаса, испытывают стыд и депрессию. Распространены «настроения беспомощности», готовность к отъезду из России.
Также в марте директор «Левада-центра» Денис Волков заявил, что чувства шока и растерянности, которые многие россияне испытывали в начале вторжения, сменяются верой в нахождение России в осаде и ощущением необходимости сплочения вокруг её лидера. Некоторые респонденты заявили, что, хотя они в целом не поддерживают Путина, сейчас самое время поддержать его политику.
Опросы государственного ВЦИОМ’а показывали, что 28 февраля 2022 года 68 % россиян-респондентов скорее поддерживали решение о вторжении России на Украину, а 22 % — скорее не поддерживали. К 5 марта количество «скорее поддерживающих» составило 71 %, 21 % — скорее не поддерживало. На тот момент 70 % респондентов считали, что военные действия проходят успешно. 14 % — скорее неуспешно. При этом опросы ВЦИОМа показывали явное различие в ответах по возрасту: 90 % респондентов старше 70 лет высказывали поддержку вторжения, в то время как среди россиян младше 30 лет поддержка составляла около 50 %.
Опрос, проведённый негосударственной группой Russian Field и оппозиционным политиком Максимом Кацем 26-28 февраля 2022 года, показал, что 58,8 % граждан России поддерживали «военные действия России на территории Украины». Лучше к президенту страны стало относиться почти 50 % респондентов, 28 % — хуже.
17 марта 2022 года «Радио Свобода» опубликовало данные соцопросов, проведённых группой независимых социологов, из которых следует, что 71 % россиян поддерживают происходящее на Украине, «испытывая такие позитивные эмоции, как гордость, радость, уважение, доверие и надежду»; при этом 3/4 населения России узнают новости о войне из телевизора.
По данным «Медузы», результаты закрытых опросов, проведённых по заказу администрации президента РФ, показывают увеличение почти вдвое за полгода числа выступающих за мирные переговоры с Украиной: в ноябре 2022 года за переговоры выступало 55 %, за продолжение войны — 25 %, тогда как в июле за переговоры было 32 %, за продолжение войны — 55 %. Эти цифры коррелируют с данными «Левада-центра».
Социологическое исследование проекта «Хроники», проведённое в начале июля 2022 года, показало, что за месяц поддержка вторжения упала на 9 % — с 64 до 55. Большинство россиян (55 %) не видело ничего хорошего для себя в победе над Украиной. Ещё 28,5 % считали, что с победой наступит мир и они снова смогут ездить к своим родственникам в соседнюю страну. Победы над Украиной ждали лишь 3,3 % россиян.

### 2023
В июне число жителей России, выступающих за начало мирных переговоров с Украиной, заметно выросло. Доля тех, кто оценивает ход «военной операции» как успешный, упала до минимумов осени 2022 года.
65 % опрошенных положительно оценили участие ЧВК «Вагнер» в боевых действиях. Отношение к Пригожину сразу после мятежа резко ухудшилось, существенная часть общества — около 20 % — отнеслась к нему с сочувствием. Особенно высок уровень сочувствия среди мужчин.
Согласно опросу Russian Field 21-29 октября 2023 года, 48 % опрошенных выступили за переход к мирным переговорам в войне с Украиной (против 39 %). За мирные переговоры чаще других групп высказывались женщины и респонденты до 45 лет, за продолжение войны — мужчины и люди старше указанного возраста. Также 58 % не поддержали бы вторую волну мобилизации. Среди опрошенных 65 % продолжает считать, что Россия сейчас движется в правильном направлении. Также 56 % считают, что война в Украине продолжается успешно для России, 25 % уверены, что это не так.
В рамках опроса Russian Field 4-12 декабря 2023 года 48 % опрошенных были согласны с требованием о демобилизации. Женщины были солидарны чаще мужчин, с возрастом поддержка требования о демобилизации значительно снижалась. Различия в поддержке в зависимости от уровня образования отсутствовали. С увеличением семейного дохода поддержка инициативы по демобилизации росла, но после пересечения отметки в 120 000 ₽ на семью поддержка снижалась.
В мае 2023 года «Лаборатория публичной социологии» опубликовала результаты второго этапа исследования о том, как война воспринимается в России. В новом исследовании не проводили интервью с антивоенно настроенными и отказались от деления на «сторонников» и «сомневающихся», поскольку граница между этими типами стала более размытой. На основании двух критериев (была ли война неизбежной, и следует ли её продолжать) выделено четыре типа восприятия: уверенные сторонники, сомневающиеся сторонники, стремление к нейтралитету, «новые патриоты». Для «новых патриотов» возможность поражения России — прекращение боевых действий и возврат к границам 1991 года — видится как катастрофа. Способ восприятия и оправдания войны, характерный для «новых патриотов», интересен своей сложностью. В отличие от уверенных сторонников, они сформулировали свою позицию в условиях затяжной войны, причём сделали это осознанно. В рассуждениях «новых патриотов» важную роль играет нежелание оказаться виноватыми, которое побуждает их к рефлексии о критериях справедливости в международной политике. Вопрос поддержки или протеста вторжения заменяется более важным вопросом идентичности.
Опрос Russian Field 16-19 июня показал, что если бы пришлось выбирать между новой волной мобилизации или мирными переговорами, 54 % предпочли бы мирные переговоры.
По сравнению с аналогичными замерами компании Russian Field февраля 2023 года к июлю партия сторонников войны несколько сократилась, а партия «лоялистов» выросла на 8 процентных пунктов. Лоялисты сфокусированы на телевизоре несколько сильнее, чем милитаристы (44 % против 38 % называют его основным источником информации), которые чуть больше них читают Telegram-каналы. По своим идейным и медийным установкам лоялисты схожи с провоенной партией — они считают, что Россия движется в правильном направлении. Однако сценарий новой мобилизации снижает долю желающих продолжать войну на 10 п. п. даже среди сторонников эскалации.

## Другие опросы
В результатах соцопроса «Левада-Центра», проведённого с 23 по 29 марта, говорится, что 44 % россиян не знали о том, что Международный уголовный суд выдал ордер на арест Владимира Путина. У 34 % респондентов информация вызвала «недоумение», у 22 % — «возмущение, гнев», у 3 % — «удовлетворение», а 31 % опрошенных не испытали никаких особых чувств.

## Критика проведения опросов
Работа российских социологических служб традиционно вызывает вопросы: насколько их контролируют власти и можно ли верить результатам опросов, зачем нужны «секретные опросы Федеральной службы охраны».
Некоторые эксперты по социологии и журналисты высказали мнение, что введённая уголовная ответственность за выражение своей позиции по вторжению на Украину вызывает страх и нежелание респондентов давать искренние ответы и что это может искажать результаты опросов, а также, что введённая цензура влияет на то, какие вопросы социологи могут задавать (например, события на Украине называют «специальной военной операцией», а не войной), что также может вести к искажению результатов.
Эксперты Re.Russia Михаил Комин и Кирилл Рогов на основании опросов оценивают сложившуюся в обществе оценку вторжения как «навязанный консенсус», отмечая, что, хотя группа убеждённо поддерживающих действия России значительна, большинство обеспечивается с учётом группы, которая готова «присягнуть» поддержке, но испытывает при этом сомнения и может быстро изменить позицию в условиях, когда издержки станут более значительными (например, ухудшение экономической ситуации). Имеется также группа, которая скорее не поддерживает войну, но не рискует заявлять об этом. Группа, находящаяся в меньшинстве, высказывает неприятие войны.
По мнению социолога Григория Юдина, проводимые в России в период вторжения на Украину опросы общественного мнения не репрезентативны уже потому, что они исходят из представления, что у населения России есть какое-то мнение по политическим вопросам, — тогда как в современной России большинство аполитично. А те, кто участвует в опросах, нередко воспринимают их как форму коммуникации с властью и соответствующим образом подстраивают свои ответы. И то «общественное мнение», которое будто бы выявляют опросы, может создаваться в момент самого опроса. Социолог считает также, что в политике не действие определяется мнением, а наоборот, возможность или невозможность действия ведёт к формированию мнения. То есть если человек не может действовать, он старается избегать мнения, которое приводило бы его к когнитивному диссонансу. Когда же появляется пространство возможных действий, то сразу изменяется и мнение. Также, по его мнению, до войны опросы работали как одна из ключевых технологий власти, создавая легитимность Путина внутри страны, убеждая россиян в том, что за вождём стоит подавляющее большинство, а теперь всё то же самое начало публиковаться в газетах за пределами России. Сам Юдин рекомендует компанию Russian Field, которая показывает коэффициенты ответов.